# Haiko Pfost

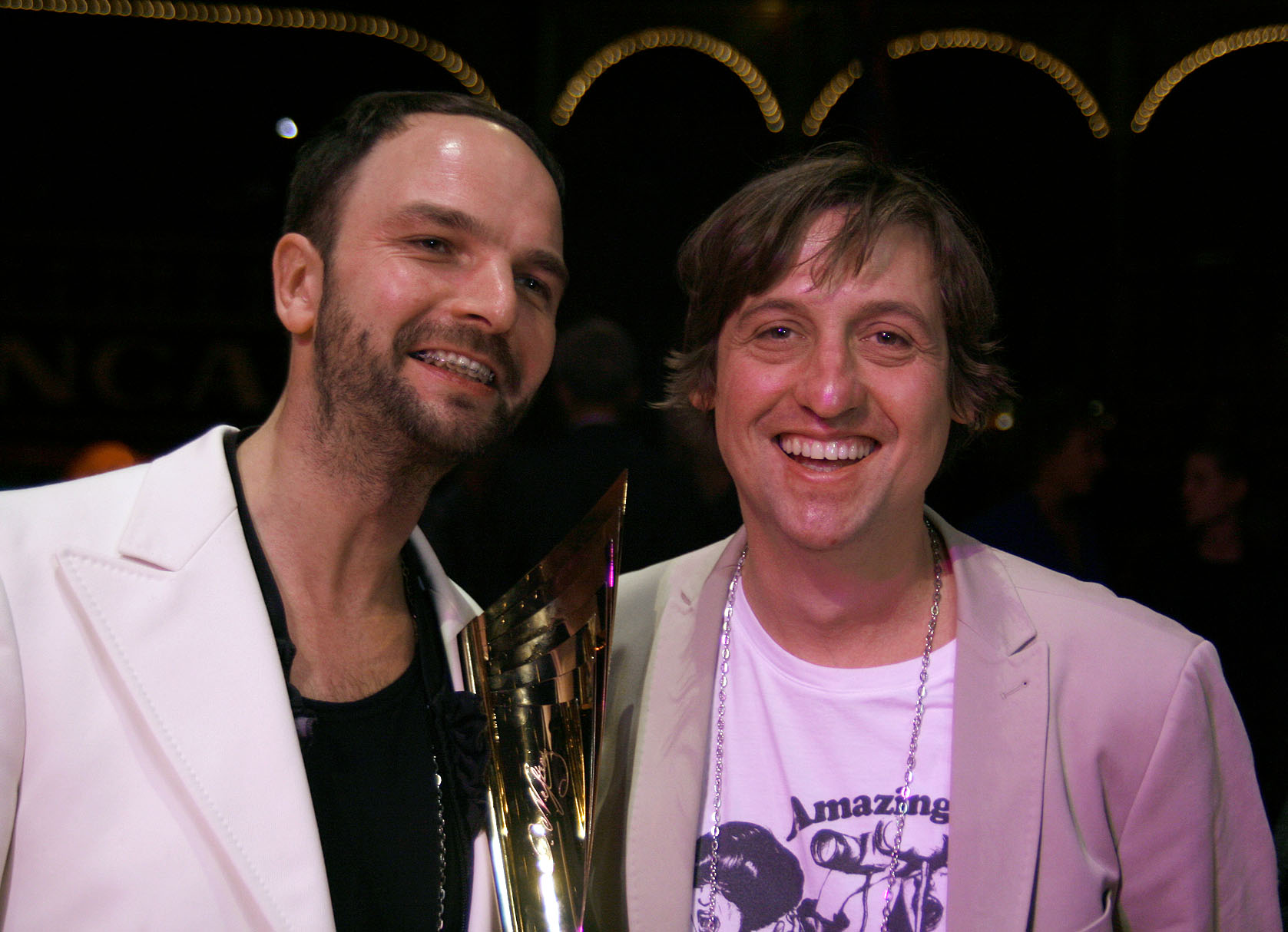
Haiko Pfost (links) und Thomas Frank bei der Verleihung des Nestroy-Spezialpreises 2009

Haiko Pfost (* 1. April 1972) ist ein deutscher Dramaturg und Kurator für zeitgenössische darstellende Künste. Für die Festival-Ausgaben 2018 bis 2024 ist er künstlerischer Leiter des Impulse Theater Festivals.

## Leben
Nach einer Ausbildung zum Industriekaufmann studierte er Theater- und Religionswissenschaft sowie Psychologie in Berlin. Es folgten Stationen als Assistent des Intendanten Tom Stromberg am Deutschen Schauspielhaus Hamburg (2001–2002), als Assistent der künstlerischen Leiterin Veronica Kaup-Hasler und als Dramaturg beim Festival Theaterformen (2003–2004).
In der Spielzeit 2004/2005 übernahm Pfost die künstlerische Leitung der Eröffnung und die Programmdramaturgie der künstlerischen Zwischennutzung „Volkspalast“ im Palast der Republik in Berlin. 2005/2006 war er Dramaturg beim Steirischen Herbst in Graz. Gemeinsam mit Thomas Frank gründete er 2007 das Koproduktionshaus brut Wien, das er bis 2013 leitete. Im Jahr 2009 erhielten sie den Nestroy-Spezialpreis für das beste Programm.  Parallel übernahm Haiko Pfost Aufgaben als Programmdramaturg der Internationalen Schillertage (2007, 2009) sowie als Mitglied der Programmjury des Festivals Politik im Freien Theater (2010–2011). In den Jahren 2014 bis 2018 war er als freier Kurator, Dramaturg, Dozent und Berater tätig, u. a. als Leiter des dreijährigen Workshop- und Entwicklungsprogramms The Autonomous Actor (2015–2018) in Finnland.
Er war Mitglied in diversen Jurys, u. a. in den Theaterjurys der Stadt München und der Stadt Wien, beim Performancepreis H13 sowie beim Festival Hauptsache Frei.
Im Rahmen von ADRAMA (Angewandte Dramaturgie in Musik und darstellender Kunst) unterrichtete er an der Universität für Musik und darstellende Kunst in Wien. Im Wintersemester 2021/2022 lehrt er im Rahmen der Christoph-Schlingensief-Dozentur an der Ruhr-Universität Bochum.

## Veröffentlichungen
- Haiko Pfost, Wilma Renfordt, Falk Schreiber (Hg.): Lernen aus dem Lockdown? Nachdenken über Freies Theater, Alexander Verlag, Berlin 2020.[6] ISBN 978-3-89581-536-2
- Haiko Pfost u. a.: Das Herz der Kunst lässt sich nicht beziffern, in: Theater der Zeit 5/2012[7]